# セッパラ (企業)

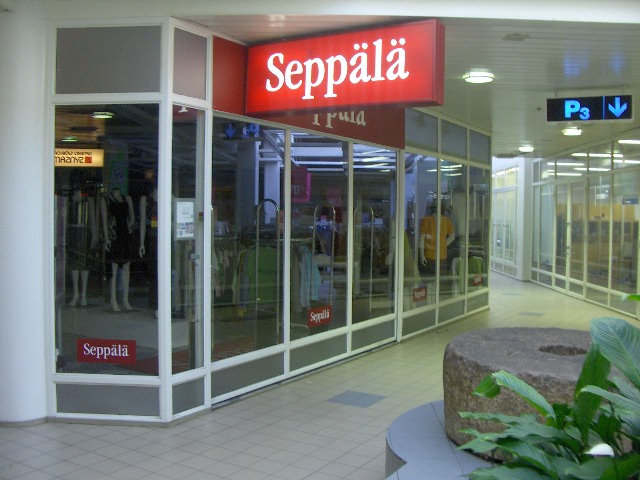
セッパラヘルシンキ・マルミ店

セッパラ (Seppälä)はフィンランドの衣料品小売店である。主に婦人服、紳士服、子供服、化粧品を販売している。
国外店舗をエストニア、ラトビア、ロシアで展開しており、フィンランドの中で最も広範に展開している衣料品チェーン店である。
また、1988年からストックマングループとして事業展開している。